# Anticipació
L'anticipació és el sentiment que acompanya l'espera d'un esdeveniment futur jutjat com a positiu. Si es refereix a un fet poc probable o llunyà en el temps s'anomena esperança, si es funda en una creença raonable inclou optimisme. L'anticipació es manifesta amb nerviosisme i plaer o por imaginant les conseqüències del que passarà. El cervell focalitza l'atenció en aquell estímul i genera expectatives de compliment, se segrega adrenalina i s'activen els circuits d'alerta, que només tornen a l'estat de repòs quan ha passat allò que s'esperava o es veu que la previsió era errònia.
En filosofia és el record de percepcions antigues que permet recordar que per serà percebut posteriorment. Va ser un concepte força utilitzat per estoics i pels epicuris.